# 韓医学
韓医学（かんいがく、한의학）とは、中医薬学を基づいて朝鮮半島独自の漢方薬・医術・治療法・食療習慣などの総称。主に大韓民国で使われる用語である。

## 名称と定義
- 李氏朝鮮での呼称：古代の朝鮮語での発音や漢字表記は幾つかがあり、「漢医学（한의학）」や「漢方医学・韓方医学（한방의학）」などと呼ばれた。また、韓医学の治療を行う医者・医師については「東医」と呼ばれる。朝鮮半島の医学は李氏朝鮮時代で大きな発展を遂げ、中国医学と理論の違い医学書も多く書かれた[1]。

- 日本での呼称：朝鮮半島の日本統治時代には、この医学の統一的な呼称が無かった。当時の日本政府は中国の中医薬学、日本の漢方医学、朝鮮半島の韓医学を全部同じもの[2]と看做し、どっちを書いても構わない。また、三国の漢方系医学を総じて「東洋医学」と呼ばれることもよくある。

- 韓国での呼称：韓国政府より1980年代から「漢方医学」の漢字表記を全て「韓方医学」に書き換え、さらに1986年から「韓医学」という公式名称に定め、「医学」は正式な略称とされる。日本統治時代の東洋医学という呼び名も使われなくなったが、最近の韓国では韓医学を「Traditional Korean Medicine」に英訳する以外、東洋医学の全体を意味するはずの「Oriental Medicine」にも韓医学の英訳として使用されている[3]。

- 北朝鮮での呼称：二次大戦後は「高麗医学（고려의학）」[4][5]という公式名称を定めた。

- 中国での呼称：中国の延辺朝鮮族自治州では「朝医学（조의학）」と称される[6][6]。

## 韓医学と中医薬学・漢方医学の違い
韓医学はその多くを中医薬学に拠っているが、鍼灸学は中国・日本と比べると相当異なり、「一鍼二灸三薬」と言われるほど鍼灸が重んじられ、現在の韓国は世界唯一の鍼灸専門医制度を持っている。
また、朝鮮半島の医療制度・伝統を持って発展し、動物性生薬を多用する点にも特徴がある。
李朝末に李済馬が提唱した体質を4つの型に分ける「四象医学」も日本で知られている。現在の韓国の医療は、現代医学と東洋医学の二本立て体制で、韓医師（Oriental Korean Medical Doctor : OMD）は、現代医学の医師同様大学で6年間の教育を受け、漢方専門医師資格と共に鍼灸の資格を持ち、鍼灸術と生薬を併用して治療を行う。
日本では、百済の法蔵（7世紀末 - 8世紀初頭）など、朝鮮半島から渡来した医師が古くから活躍し、『医方類聚』（1445年）、『東医宝鑑』（1661年）などの医学書が日本に渡来するなど、中国医学だけでなく、朝鮮の医学も日本に影響を与えた。鎖国していた江戸時代にも、朝鮮通信使に同道した医師と日本の医師たちが活発に交流しており、その問答の記録が残されている。

## 歴史

### 概史
朝鮮半島の医学は、中国医学を取り入れて発展した。高麗時代には、特に庶民救済のため、済危宝（ko:제위보）・東西大悲院（ko:대비원）・恵民局（ko:혜민국）が置かれ、現存する朝鮮最古の医学書『郷薬救急方』（ko:향약구급방）（高宗時代 13世紀後半）が編まれた。
李氏朝鮮時代において一般的に韓医学の恩恵に浴する事ができたのは王族・両班と中人階級だけであり、一般庶民はもちろん一部の両班（王族も含む）の間でも鬼神信仰にもとづく朝鮮独自の民俗医療が行われていた。李氏朝鮮時代では、太宗の時に医女制度が創始され、世宗の時には『郷薬集成方』と『医方類聚』が編集されたが、燕山君時代に入ると衰退し、中宗時代に入ると明医学そのものに取って代わられ韓医学は完全に廃れてしまう。女真族の侵入や日本との軋轢などにより、明薬の輸入が不安定な時代が続くと明医学の持続が困難になり、韓医学が再び復活するが明医学の強い影響を受けている。宣祖の時代になると、許浚によって評価の高い『東医宝鑑』が編纂され、許任の鍼灸法や舎巖道人の新しい鍼灸補瀉法が創始された。19世紀になると、より実証的で科学的な医学が生まれ、李済馬（ko:이제마）の『東医寿世保元』（ko:동의수세보원）（1894年）からは、人間の体質を太陽人、太陰人、少陽人、少陰人に分ける四象医学（ko:사상의학）が創始された。朝鮮では、許浚・舎巖道人・李済馬が朝鮮時代の三大医学者とされている。
李氏朝鮮後期から末期に入ると韓医学は衰退の一途をたどり、開国後は西洋医学の流入により完全に衰滅し、朝鮮半島において韓医学（特に李氏朝鮮前期）の多くの古医書が逸失している。しかしながら、大韓民国の時代に至り、再び脚光を浴び、多くの韓方医院などが作られ復権している反面、その多くは中医学と区別することが難しいのが実情である。

### 漢文と日中韓の医学書
中国と日本、朝鮮半島、ベトナムなどの周辺国では、近年まで(日本では大正・昭和初期まで）、知的エリート層は高度な漢文の素養を持ち、翻訳を必要とせず漢文の書籍を読むことができ、互いに筆談で会話することも可能であった。このように古典中国語は、ヨーロッパにおけるラテン語、イスラーム圏におけるアラビア語、インド圏におけるサンスクリット語同様、広範囲わたって情報の伝達を可能にし、長期間影響を与えた古典言語であったといえる。韓国の医学は中国医学の影響を受けながら、日本同様に固有の発展を遂げた。日中韓では長い歴史の中で、漢文によって多くの医学書が書かれた。時代・国によって内容には顕著な違いがあるが、相互に医学書が伝えられ、渾然一体となって発展してきた。鍼灸書『神応経』のように、ひとつの書籍が明版→日本→李朝版→和刻版→中国活字版と伝承された例もある。
日本における韓医学の記録は6世紀に遡り、遣唐使の廃止以降は、医学をはじめ多くの大陸文化が日本化された。10世紀の日本の医学書『医心方』（984年）には、中国医学書だけでなく、『百済新集方』、『新羅法師方』など朝鮮半島の医学書からの引用も数例みられ、書名・内容を知ることができる。後世の引用から、高麗時代には『済衆立効方』、『御医撮要方』などの医学書があったことがわかっているが、現存する当時の医学書は『郷薬救急方』が確認されるのみで、李朝再版本が日本の宮内庁書陵部に唯一残されている。
李氏朝鮮時代には、獣医などの関連分野を含めて200以上の医学書があったとされており、15世紀以前の医学書を集大成した『医方類聚』全266巻（1445年）、明代までの中国医学を基に症状・処方を解説した『東医宝鑑』全23巻（1661年）などが有名で、日本にも伝来している。朝鮮半島の医学書は、豊臣秀吉による文禄・慶長の役（1592・1598年）の際に日本に持ち込まれ、印刷技術も伝えられた。1592年に秀吉軍が略奪した書籍は、船数艘・数千巻ともいわれる。朝鮮半島に古い書籍が残されていないのはこのためらしい。。日本では、近代化を目指す明治期になると伝統的な医学書は不要とされ、多くが清に流出したが、その中には朝鮮の医学書・朝鮮で出版された中国の医書も含まれていた。清の宝物は、北平の故宮博物院（紫禁城）が所蔵したが、国共内戦の際に中華民国政府が所蔵品を厳選して持ち出した。そのため、清の学者たちが集めた医学書の大部分は、現在は台北の国立故宮博物院に保存されている。
江戸時代には、鎖国体制のため外国の医学書はあまり伝来しなかった。そこで『東医宝鑑』に注目した徳川吉宗はこれを復刻させ、江戸時代初の官版医書として1724年・1730年に発売された。19世紀には清に輸出され、のちには版木が輸出されて清で出版された。また、朝鮮通信使であった医官や同道した医師と日本の医師の間にも交流があり、筆談による医事問答などを集めた記録が残されている。

### 東洋医学の標準化問題
韓医学を含めた東洋医学が広く注目されることで、理論の標準化なども試みられ、政治問題に発展することもある。現代では鍼灸は、世界的に活用されており、世界保健機構（WHO）は、1980年代から始まる伝統医学プログラムの一環として経穴の標準化を試みた。日中韓の研究者は多くの検討と議論を重ね、2006年に経穴部位が国際標準化された。この過程で韓国側が「韓国の鍼術方法が採択された」と発表し中国側が反発したが、標準化作業に関わった中国科学院の専門家によれば、最終的に決定された361カ所の経穴に関して、359カ所は中国の国家基準と一致しているという。東アジアの医学は中国を源としながらも、各地で独自の発展を遂げたため、用語や処方、理論にも様々な相違点があり、標準化・統一化には多くの壁がある。しかし、漢方、鍼灸など東洋医学の標準化・グローバル化の流れの中で、アメリカ国立衛生研究所（NIH）では、大幅な予算を割いて中医学中心に研究が行われ、その成果はアメリカのものになっている。研究の規模は2003年の段階で、NIHに属するアメリカ国立補完代替医療センター（NCCAM）と国立がんセンター（NCI）を合わせて250億円に上るものである。アメリカが作ったアジアのハーバルメディスン（漢方薬）の基準が、グローバルスタンダードとしてアジアにおしつけられる可能性もあり、アジアの国々、特に東洋医学の中心である日中韓が分裂したままでいることは、アジアの伝統医学全体にとって弱みであると指摘されている。

### 日本における朝鮮医学史研究
日本では中国医学の研究に比べ、朝鮮半島の医学・医学史の研究は非常に手薄であるが、朝鮮医学史研究の大家として三木栄（1903 - 1992）の名が挙げられる。当時、朝鮮半島の文化・科学技術の日本への影響は知られておらず、日本だけでなく朝鮮でも、朝鮮半島の科学・医学史の研究はほとんどなかった。昭和3年から16年間朝鮮半島に暮らした三木は、その解明に一人取り組み、『朝鮮医書誌』（1956年）、『朝鮮医学史及疾病史』（1963年）を刊行した。日韓両国で評価が高く、韓国科学史学会感謝牌賞、日本医史学会功労賞などを受賞している。